# Никонов Віктор Петрович
Віктор Петрович Никонов (28 лютого 1929, хутір Бєлогорка Вєшенського району Північно-Кавказького краю, тепер Шолоховського району Ростовської області, Російська Федерація — 17 вересня 1993, місто Москва) — радянський партійний діяч, 1-й секретар Марійського обкому КПРС, секретар ЦК КПРС (з 23 квітня 1985 по 20 вересня 1989 року). Депутат Верховної Ради СРСР 6—11-го скликань. Народний депутат СРСР у 1989—1991 роках. Кандидат у члени ЦК КПРС в 1971—1976 роках. Член ЦК КПРС у 1976—1990 роках. Член Політбюро ЦК КПРС з 26 червня 1987 по 20 вересня 1989 року.

## Біографія
Народився в селянській родині.
У 1950 році закінчив Азово-Чорноморський сільськогосподарський інститут.
У 1950—1952 роках — головний агроном Андроновської машинно-тракторної станції Ужурського району Красноярського краю. У 1952—1955 роках — заступник директора крайової агрономічної школи в місті Уярі Красноярського краю.
Член КПРС з 1954 року.
У 1955—1958 роках — директор Успенської машинно-тракторної станції Рибінського району Красноярського краю.
У 1958—1961 роках — заступник завідувача і завідувач сільськогосподарського відділу Красноярського крайового комітету КПРС. У 1961 році — інструктор відділу партійних органів ЦК КПРС по РРФСР.
У серпні 1961 — серпні 1967 року — 2-й секретар Татарського обласного комітету КПРС.
4 серпня 1967 — 5 вересня 1979 року — 1-й секретар Марійського обласного комітету КПРС. У 1972 році закінчив військово-політичний курс політкерівників Військово-політичної академії імені Леніна.
У серпні 1979 — січні 1983 року — голова Всесоюзного виробничо-наукового об'єднання із агрохімічного обслуговування сільського господарства СРСР («Союзсільгоспхімія») — заступник міністра сільського господарства СРСР.
28 січня 1983 — 26 квітня 1985 року — міністр сільського господарства Російської РФСР.
23 квітня 1985 — 20 вересня 1989 року — секретар ЦК КПРС з аграрних питань.
З вересня 1989 року — персональний пенсіонер союзного значення у Москві.
Похований на Новодівочому цвинтарі Москви.

## Нагороди
- два ордени Леніна (1971, 1975)
- орден Жовтневої Революції (1979)
- орден Трудового Червоного Прапора (1966)
- орден «Знак Пошани» (1957)
- медалі